# (225275) 6890 P-L
(225275) 6890 P-L (6890 P-L, 2000 SB232) — астероїд головного поясу, відкритий 24 вересня 1960 року.
Тіссеранів параметр щодо Юпітера — 3,273.